# حزب مردم اروپا
حزب مردم اروپا (انگلیسی: European People's Party) یک حزب در پارلمان اروپاست. این حزب در سال ۱۹۷۶ توسط احزاب دموکراتیک مسیحی بنیان‌گذاری شد و اعضایش را گسترش داد تا احزاب لیبرال-محافظه‌کار و راست میانه را دربر گیرد.